# San Nicolás Tolentino (San Luis Potosí)
San Nicolás Tolentino es una localidad del estado mexicano de San Luis Potosí, cabecera del municipio homónimo.

## Geografía
Se encuentra en la ubicación 22°16′1″N 100°34′1″O / 22.26694, -100.56694, a una altura aproximada de 1500 m s. n. m. La zona urbana ocupa una superficie de 0.685 km².

## Demografía
Según los datos registrados en el censo de 2020, la población de San Nicolás Tolentino es de 841 habitantes, lo que representa un crecimiento promedio de 2.4% anual en el período 2010-2020 sobre la base de los 666 habitantes registrados en el censo anterior. Al año 2020 la densidad poblacional era de 1228 hab/km².
| Gráfica de evolución demográfica de San Nicolás Tolentino entre 2000 y 2020 |
|                                                                             |
| Fuente: Instituto Nacional de Estadística Geografía e Informática           |

La población de San Nicolás Tolentino está mayoritariamente alfabetizada, (6.78% de personas mayores de 15 años analfabetas, según relevamiento del año 2020), con un grado de escolaridad en torno a los 7.5 años. 

El 93.6% de los habitantes de San Nicolás Tolentino profesa la religión católica.
En el año 2010 estaba clasificada como una localidad de grado medio de vulnerabilidad social. Según el relevamiento realizado, 292 personas de 15 años o más no habían completado la educación básica, —carencia conocida como rezago educativo—, y 164 personas no disponían de acceso a la salud.